# Catanduvas (Santa Catarina)
Catanduvas é um município localizado no oeste do estado de Santa Catarina, no Brasil. Sua população, conforme a contagem do Censo Demográfico de 2022, é de 10 566 habitantes.
Considerada a Capital Catarinense do Chimarrão, o município é um grande produtor de erva-mate. Está a uma altitude de 945 metros, e pertence à Região Geográfica Imediata de Joaçaba-Herval d'Oeste.

## História
Catanduvas é um município localizado no estado de Santa Catarina, Brasil. A história da cidade tem suas raízes no início do século XX, quando os primeiros colonizadores começaram a chegar à região, atraídos pelas terras férteis e pela abundância de recursos naturais.

### Fundação e Colonização
A colonização de Catanduvas teve início por volta de 1917, com a chegada de imigrantes italianos e alemães, que se estabeleceram na região devido às condições propícias para a agricultura e a pecuária. Os primeiros colonos enfrentaram muitos desafios, incluindo a densa vegetação e a falta de infraestrutura, mas com muito trabalho e determinação, conseguiram desbravar a área e iniciar a formação das primeiras comunidades.

### Desenvolvimento e Emancipação
Com o passar dos anos, Catanduvas começou a se desenvolver economicamente. A agricultura sempre foi a principal atividade econômica da região, com destaque para o cultivo de milho, feijão, trigo e outras culturas. A pecuária também teve um papel importante no desenvolvimento da cidade.
Em 23 de setembro de 1957, Catanduvas foi oficialmente emancipado e tornou-se um município independente, desmembrando-se de Joaçaba. A partir de então, a cidade começou a organizar-se administrativamente e a investir em infraestrutura, educação e saúde para atender às necessidades da população em crescimento.

### Governo
Atualmente (14 de Fevereiro de 2025), Catanduvas é governada pela  Prefeita Mona Lisa (PL), e pelo Vice-prefeito Toninho (PSD)

## Topônimo
"Catanduvas" é palavra de origem tupi que significa "ajuntamento de mata dura", através da junção dos termos ka'a (mata), atã (duro) e tyba (ajuntamento). É uma referência à vegetação com árvores de troncos e galhos retorcidos recobertos por casca grossa e resistente ao fogo. Este nome designava a fisionomia mais característica do cerrado brasileiro.